# اصول ۲۶۵۳
سیارک ۲۶۵۳ (به انگلیسی: 2653 Principia، نامگذاری:1964VP) دو هزار و ششصد و پنجاه و سومین سیارک کشف شده‌است که در ۴ نوامبر ۱۹۶۴ کشف شد.
قدر مطلق سیارک برابر ۱۲٫۱۰ است.